# Jim Sclavunos
Jim Sclavunos je americký bubeník a hudební producent. Spolupracoval s mnoha hudebními skupinami a umělci jako Sonic Youth, Tav Falco's Panther Burns, Lydia Lunch a byl členem 8 Eyed Spy, The Cramps, Nick Cave and the Bad Seeds či Alice Texas. Dlouhou dobu působil na newyorské undergroundové hudební scéně, známé jako No Wave.